# Réseau d'horloges
Un réseau d'horloges ou un système d'horloges est un ensemble d'horloges synchronisées conçues pour afficher toujours exactement la même heure en communiquant entre elles. Les réseaux d'horloges se composent généralement d'une horloge mère centrale synchronisée avec une source de temps officielle, et d'une ou plusieurs horloges filles qui reçoivent et affichent l'heure de l'horloge mère.

## Sources de synchronisation
L'horloge mère d'un réseau d'horloges peut recevoir l'heure exacte de plusieurs façons : par la constellation de satellites GPS des États-Unis, un serveur Network Time Protocol, le réseau de téléphonie cellulaire CDMA, une connexion par modem à une source de temps, ou en écoutant les transmissions radio de WWV ou WWVH, ou un signal spécial provenant d'un réseau de diffusion en amont. Certaines horloges mères ne déterminent pas l'heure automatiquement, elles doivent alors être réglées manuellement par un opérateur.
Les réseaux d'horloges dans les applications critiques comprennent souvent une source de secours pour recevoir l'heure, ou des dispositions permettant à l'horloge mère de maintenir l'heure même si elle perd l'accès à sa source de temps principale. Par exemple, de nombreuses horloges mères peuvent utiliser la fréquence fiable de la ligne de courant alternatif à laquelle elles sont connectées.

## Horloges filles
Les horloges filles sont de formes et de tailles diverses. Elles peuvent être reliées à l'horloge mère par un câble ou un signal sans fil à courte portée. Au XIXe siècle, Paris utilisait une série de tubes pneumatiques pour transmettre le signal. Certaines horloges filles fonctionnent de manière autonome si elles perdent le signal de l'horloge mère, souvent avec un voyant allumé pour indiquer la perte du contact avec l'horloge mère. D'autres se figent jusqu'à ce que la connexion soit rétablie.

## Synchronisation des horloges
De nombreuses horloges mères permettent de synchroniser des appareils tels que des ordinateurs avec le signal de l'horloge mère. Les options courantes comprennent la transmission de l'heure via RS-232, un protocole de synchronisation de réseau ou un contact PPS (pulse par seconde). D'autres fournissent des sorties de code temporel SMPTE, qui sont souvent utilisées dans le domaine de la télévision pour synchroniser les vidéos provenant de sources multiples. Les horloges mères sont souvent équipées de sorties relais programmables pour synchroniser d'autres dispositifs tels que des lumières, des portes, etc.

## Applications
L'industrie de la radiodiffusion a été l'un des moteurs du développement des réseaux d'horloges. La télévision, en particulier, fonctionne selon un calendrier très strict, où chaque seconde de temps d'antenne est planifiée à l'avance et doit être exécutée avec précision. Un système d'horloges permet au personnel de la régie de diffusion et le producteur de télévision d'une chaîne de télévision de travailler dans le respect de ce calendrier. Un réseau d'horloges synchronisé avec le temps standard UTC permet également à différentes installations de télévision de coordonner leurs activités sans avoir recours à des signaux hors bande compliqués. Il permet également de synchroniser avec précision les équipements des stations qui sont de plus en plus automatisées.
Si les télédiffuseurs ont été parmi les premiers utilisateurs des réseaux d'horloges, l'équipement devient de plus en plus utile dans d'autres secteurs. Par exemple, la National Emergency Number Association (en) a publié la directive NENA-04-002 qui propose des normes en matière de chronométrage pour les centres de répartition 911 à travers les États-Unis. Les aéroports et les écoles sont d'autres utilisateurs de réseaux d'horloges.

## Histoire
L'un des premiers réseaux d'horloges a été installé par Charles Shepherd pour l'Exposition universelle de 1851 de Londres. La technologie de Shepherd a ensuite été installée à l'Observatoire royal de Greenwich, et une réplique de la Shepherd Gate Clock (en), située à l'extérieur de l'observatoire, fonctionne toujours, l'original ayant été gravement endommagé lors d'un raid aérien de la Seconde Guerre mondiale.
Avant la généralisation des horloges à courant alternatif ou des horloges atomiques, de nombreux réseaux d'horloges utilisaient une horloge à pendule très précise comme horloge mère. Cette horloge ressemblait à une horloge à long boîtier, mais elle était dotée d'un mécanisme très robuste et d'un boîtier moins orné. Des contacts électriques fixés au mécanisme généraient des impulsions électriques chaque une minute, chaque une demi-minute et parfois chaque seconde, qui étaient transmises aux horloges filles par des paires de fils.